# 红星农场 (湛江市)
红星农场是中华人民共和国广东省湛江市徐闻县的一个國營農場，隶属于广东省农垦集团公司湛江分公司（湛江农垦局）。所在区域列为徐闻县下辖的一个类似乡级单位。

## 行政区划
红星农场下辖以下地区：红星农场虚拟生活区。